# Бишкупец Зелински
Бишкупец Зелински је насељено место у саставу града Свети Иван Зелина у Загребачкој жупанији, Хрватска. До територијалне реорганизације у Хрватској налазио се у саставу бивше велике општине Свети Иван Зелина.

## Становништво
На попису становништва 2011. године, Бишкупец Зелински је имао 988 становника.

## Попис1991.
На попису становништва 1991. године, насељено место Бишкупец Зелински је имало 827 становника, следећег националног састава:
| Попис 1991.‍  | Попис 1991.‍  | Попис 1991.‍ | Попис 1991.‍ | Попис 1991.‍ |
| ------------ | ------------ | ----------- | ----------- | ----------- |
|              |              |             |             |             |
| Хрвати       | Хрвати       |             | 809         | 97,82%      |
| Муслимани    | Муслимани    |             | 2           | 0,24%       |
| Југословени  | Југословени  |             | 1           | 0,12%       |
| Немци        | Немци        |             | 1           | 0,12%       |
| Словенци     | Словенци     |             | 1           | 0,12%       |
| Украјинци    | Украјинци    |             | 1           | 0,12%       |
| неопредељени | неопредељени |             | 4           | 0,48%       |
| регион. опр. | регион. опр. |             | 1           | 0,12%       |
| непознато    | непознато    |             | 7           | 0,84%       |
| укупно: 827  |              |             |             |             |